# Gary Estrada
Gary Estrada, geboren als Gary Jason Bastos Ejercito (16 mei 1971), is een Filipijns acteur en politicus.

## Biografie
Gary Estrada werd geboren als Gary Jason Ejercito. Zijn vader is acteur George Estregan. Zijn broer is politicus ER Ejercito. Hij behaalde een bachelor-diploma bedrijfskunde aan de International Academy of Management and Economics. Estrada speelde vanaf 1990 rollen in Filipijnse films. Hij was onder meer te zien in  Sa piling ng mga Belyas, www.XXX.com en El Presidente. Vanaf het jaar 2001 was hij ook te zien als acteur in diverse Filipijnse televisieseries. Zo speelde hij de rol van koning in Etheria en de rol van een rijke zakenman in Impostora.
Naast zijn carrière als acteur was Estrada ook actief honkballer. In het eerste seizoen van de honkbalcompetitie Baseball Philippines speelde hij voor de Negros Roosters. Ook was hij een van de spelers van het Filipijns nationaal honkbalteam.
In 2010 werd Estrada namens het 2e kiesdistrict gekozen in de provincieraad van Quezon. Bij de verkiezingen van 2013 werd hij herkozen voor een nieuwe termijn van drie jaar.
Estrada is getrouwd met actrice Bernadette Allyson. Uit een eerdere relatie met Chesca Diaz heeft uit een zoon genaamd Kiko Estrada.